# 李班 (成汉)
成哀帝李班（288年—334年），字世文。十六国时期成汉政权的皇帝。为李雄之兄李荡之子。

## 生平

### 早年
李班初任平南將軍。李班的叔父李雄雖然有十個兒子，但都不成氣候，所以李雄捨棄自己的兒子而立李班為太子，由无子的任皇后抚养。李雄以孙权只封奠基的兄长孙策儿子为侯为反例，以有子却立弟的宋宣公为榜样，李雄的叔父太傅李骧与司徒王达举春秋时吴国和宋宣公兄弟相传导致子辈彼此争位最终出现弑君之祸为例劝阻，不果。李班被立为太子后，李骧哭道：这要生乱了啊！李骧死后，李雄命李班讨平宁州夷，任为行抚军将军，修晋寿军屯。
李班為人謙虛能廣泛採納意見，尊敬愛護儒士賢人，從何點、李釗以下，李班皆以老師的禮節對待他們，又接納名士王嘏和隴西人董融、天水人文夔等作為賓客朋友。常常對董融等人說：“看到周景王的太子晉、曹魏的太子曹丕、東吳的太子孫登，文章審察辨識的能力，超然出群，自己總是感到慚愧。怎麼古代的賢人那樣高明，而後人就是望塵莫及呀！”李班為人性情博愛，行為符合軌範法度。當時李氏的子弟都崇尚奢侈靡費，可是李班常常自省自勉。每當朝廷上有重大問題要討論，叔父李雄總是讓他參與。李班認為：“古時候開墾的田地平均分配，不論貧富可以一樣獲得土地，如今顯貴人物佔有大面積的荒田，貧苦人想耕種卻沒有土地，佔地多的人將自己多餘的土地出售給他們，這哪裡是王者使天下均等的大義呀！”李雄採納了他的意見。
玉衡二十四年（334年），李雄臥病不起，李班日夜侍奉在身邊。李雄年輕時頻頻作戰，受了很多傷，到這時病重，疤痕全部化膿潰爛，李雄的兒子李越等人都因厭惡而遠遠躲開。李班替他吸吮膿汁，毫無為難的表情，往往在嘗藥時流淚，不脫衣冠地服侍，他的孝心誠意大多如此。

### 登位
同年六月二十五日，李雄去世，李班即位。任命堂叔建寧王李壽為錄尚書事，來輔佐朝政。李班在宮中依禮服喪，政事都委託給李壽和司徒何點、尚書令王瑰等人。當時李越鎮守江陽，因為李班不是父親李雄的兒子，心中很是不滿。同年九月，李越回到成都奔喪，和他的弟弟安東將軍李期密謀除掉李班。李班的兄弟李玝勸李班遣送李越回江陽，任命李期為梁州刺史，鎮守葭萌。李班認為李雄還未下葬，不忍心讓他們走，推誠待人而心地仁厚，沒有一點嫌隙。當時有兩道白氣出現在天空中，太史令韓豹奏道：“宮中有秘密陰謀的殺氣，要對親戚加以戒備。”李班沒有明白。十月，李班因為夜晚去哭靈，李越在殯宮殺了李班，時年四十七歲，李班共在位一年，於是群臣立李雄的兒子李期繼位。二子李幽、李颙及兄李都、舅罗演、母罗氏、兄李琀之子、李稚之妻昝氏等皆遇害。
李期谥李班为戾太子，后来李寿废李期，追谥李班为哀皇帝，或许迁葬李班于成汉墓。
| 前任： 叔成武帝李雄 | 中国成汉皇帝 334年 | 繼任： 堂弟成幽公李期 |

## 延伸阅读
[在维基数据编辑]
 《晉書·卷121》，出自房玄齡《晉書》